# Caminho de Ferro de Machipanda
Caminho de Ferro de Machipanda (CFMa), também chamado de Caminho de Ferro Beira-Bulavaio e Caminho de Ferro Beira-Harare-Bulavaio, é uma ferrovia que liga a cidade de Beira, em Moçambique, à cidade de Bulavaio, no Zimbábue. Possui 850 km de extensão, em bitola de 1067 mm.
No trecho moçambicano, entre Beira e Machipanda, a empresa administradora é a Portos e Caminhos de Ferro de Moçambique (CFM); já no trecho zimbabuano, entre a cidade e de Mutare e a de Bulavaio, a administração é feita pela empresa Ferrovias Nacionais do Zimbábue (National Railways of Zimbabwe-NRZ).
Seu ponto de escoamento principal está no Porto da Beira.

## História
Originalmente, o Caminho de Ferro de Machipanda deveria estabelecer uma conexão ferroviária entre Harare e Beira, de acordo com o entendimento celebrado, na década de 1870, entre a África Ocidental Portuguesa e Regência da Companhia Britânica da África do Sul na Rodésia.
Porém, por dificuldades financeiras do lado português, a construção do primeiro trecho do Caminho de Ferro de Machipanda começou somente em 1892; a infraestrutura, em bitola estreita de 610 mm, conectou, já em 4 de fevereiro de 1898, Beira à cidade fronteiriça Mutare, no Zimbábue, percorrendo 357 quilómetros.
Em 1898, foi aberta uma linha de bitola de 1.067 mm de Harare para Mutare, com subsequente conversão do trecho de bitola estreita de 610 mm de conexão para a Beira em 1900.
Ainda na década de 1890 começaram os trabalhos de extensão do projeto original, partindo de Bulavaio, no Zimbábue, para construir uma ferrovia de 1.067 mm para o norte, até Harare, concluída definitivamente em 1899. Após a conversão de Mutare (1067 mm) e Machipanda (610 mm), a linha conectou finalmente Bulavaio, Guelo, Harare, Mutare, Manica, Chimoio, Dondo e Beira.
As locomotivas de bitola estreita de 610 mm foram posteriormente adquiridas das Ferrovias da África do Sul sendo designadas "classe SAR NG6".
Posteriormente o trecho entre Machipanda e Beira adequou-se ao padrão zimbabuano, sendo totalmente convertido para 1.067 mm, eliminando a necessidade da conversão de Mutare-Machipanda.
Em 2005, o troço da linha entre as cidades da Beira e Machipanda (o único que os CFM denominam como Linha de Machipanda) foi concedido para a empresa privada indo-moçambicana "Companhia Caminhos de Ferro da Beira" (CCFB; denominada em inglês: Beira Railroad Corporation). A reconstrução da ferrovia foi iniciada, mas a empresa não conseguiu cumprir com as obrigações contratuais. O troço moçambicano da linha foi renacionalizado em 2011, sendo reassumido pela estatal CFM. Em 23 de Novembro de 2023 o troço foi reaberto à circulação depois de um encerramento de duas décadas (o último comboio de passageiros circulou em 1997). As obras de reabilitação decorreram de Agosto de 2019 a Novembro de 2023 e vão permitir a redução do tempo de viagem, a sua maior segurança bem como o aumento da tonelagem de carga transportada.

## Estações principais

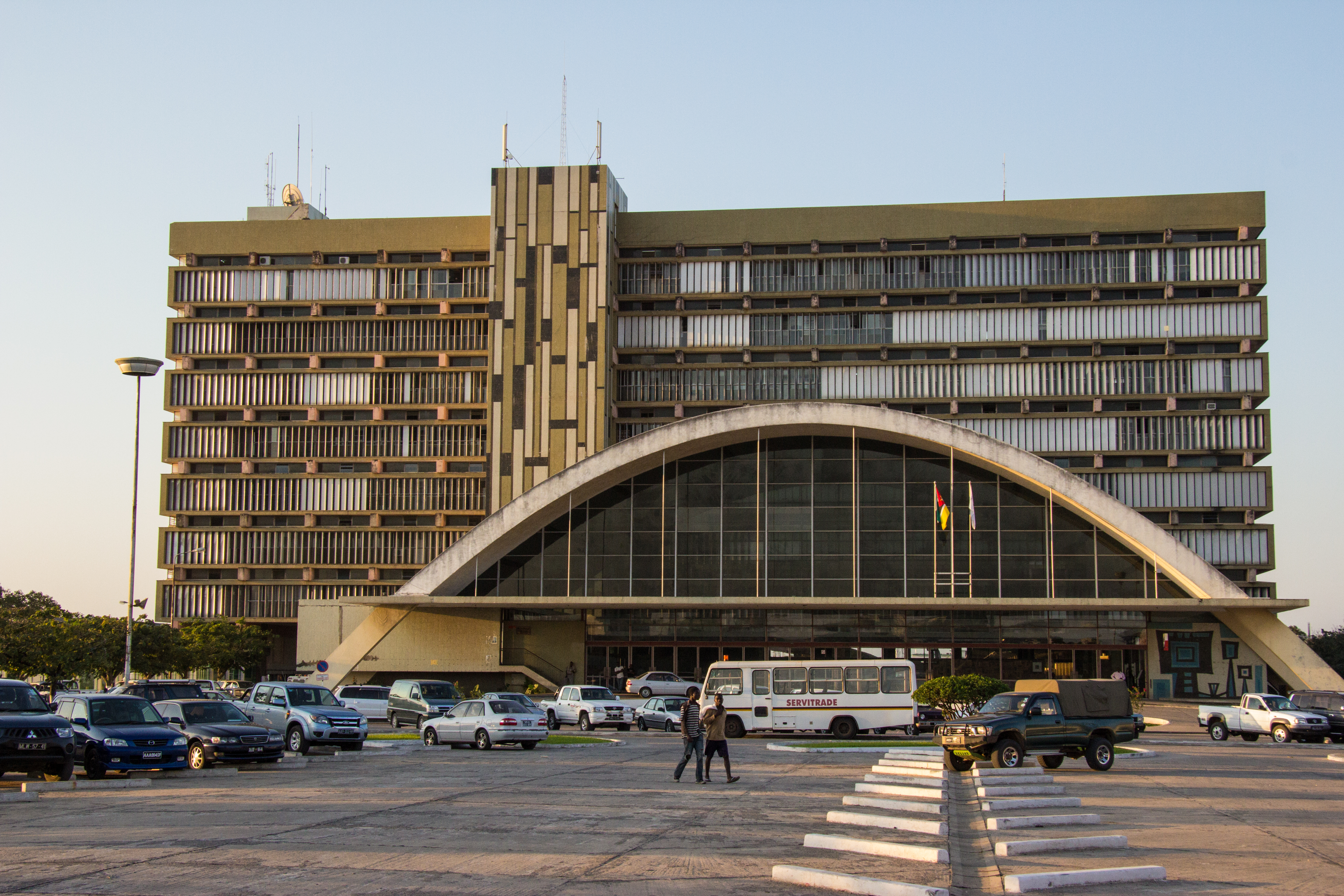
O imponente edifício da Estação Ferroviária da Beira, em 2011.

As principais estações do CFMa são:
- Estação da Beira
- Estação do Dondo
- Estação de Chimoio
- Estação de Manica
- Estação de Machipanda
- Estação de Mutare
- Estação de Rusape
- Estação de Harare
- Estação de Kadoma
- Estação de Guelo
- Estação de Somabula
- Estação de Bulavaio